# Türsteuerung (Schienenfahrzeug)

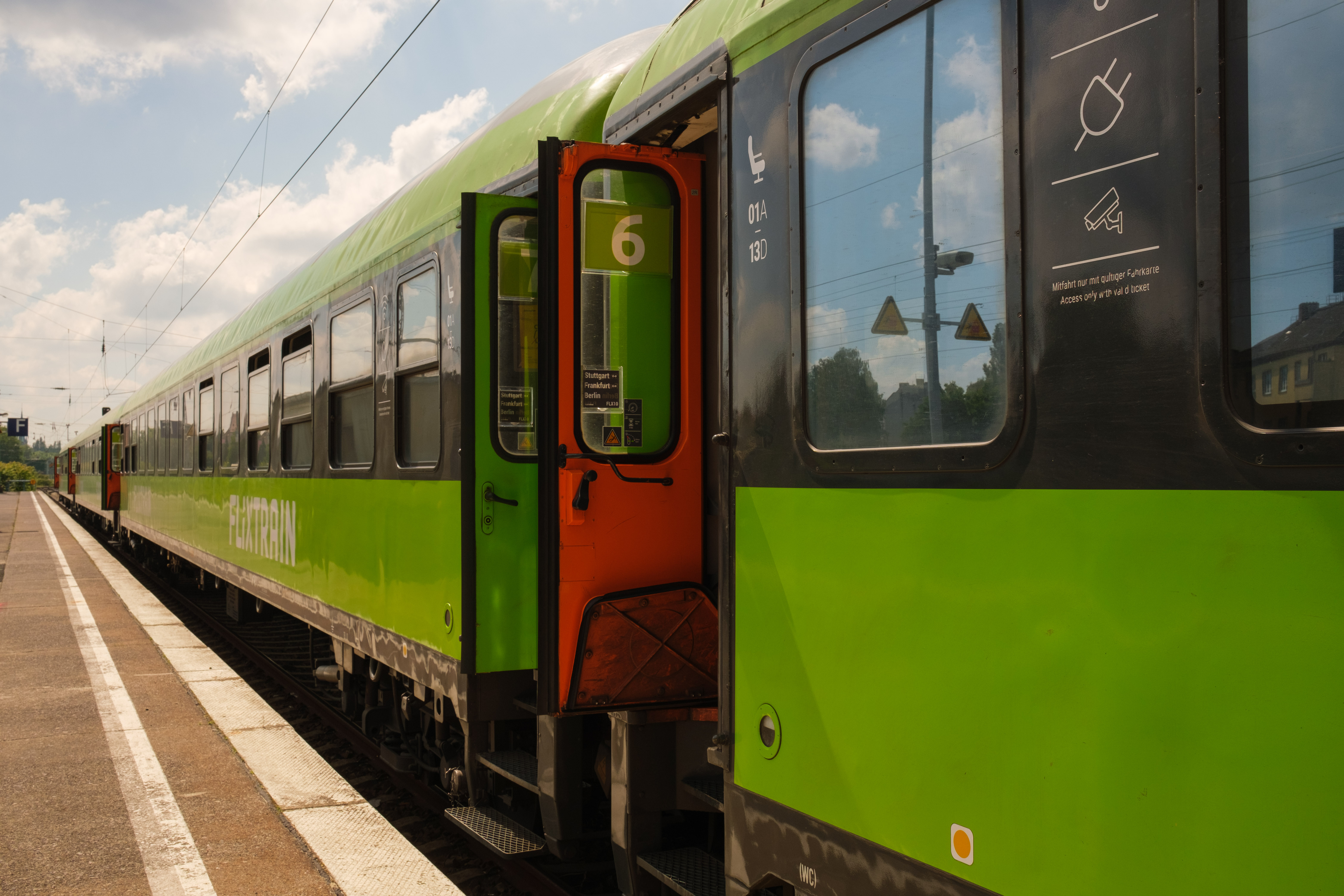
Reisezugwagen des Unternehmens Flixtrain mit Drehfalttüren und Nutzung des Abfertigungsverfahrens TB 0

Unter Türsteuerung fasst man die Systeme bei Schienenfahrzeugen auf, die das Freigeben (Entriegeln), Öffnen, Schließen und Blockieren (Verriegeln) der Einstiegstüren steuern. Hierbei werden die Schließ- und Freigabebefehle übergeordnet generiert und an die Türsteuerung der einzelnen Türen übermittelt.
Lokbespannte Reisezüge nutzen zur Übertragung der Türsteuerungsbefehle das UIC-Kabel, während bei modernen Triebzügen Bus-Systeme eingesetzt werden. Die Türen älterer Reisezugwagen besitzen entweder keine Einrichtung zum Fernschließen der Türen oder nutzen Relais; moderne Fahrzeuge hingegen haben je Wagen einen Mikrocontroller (ugs. Türrechner) verbaut, der Türsteuerungsbefehle empfängt und umsetzt.
In Deutschland werden verschiedene Abfertigungsverfahren verwendet: Türblockierung ab 0 km/h (TB 0), Seitenselektive Türsteuerung Fernverkehr (SSTF), Selbstabfertigung durch den Triebfahrzeugführer (SAT) und Technikbasiertes Abfertigungsverfahren (TAV). Alle Abfertigungsverfahren schließen zentral, lediglich im Verfahren TAV kann ein dezentraler Schließvorgang eingeleitet werden, wodurch die Türen erst bei Freisein der Lichtschranken schließen.
International verkehrende Reisezugwagen und Züge anderer Bahnverwaltungen können mehrere Türsteuerungssysteme besitzen, in der Regel kann jedoch nur ein Türsteuerungssystem gleichzeitig genutzt werden.

## Autarke Türblockierung
Seit 1980 ist für alle neu gebauten Reisezugwagen eine Autarke Türblockiereinrichtung (auch Türblockierung ab 5 km/h, wagenautarke Türsicherung oder fahrzeugautarke Türsteuerung genannt) vorgeschrieben und seit 2000 im internationalen Verkehr für alle Wagen verpflichtend.
Diese Einrichtung blockiert bei einer Geschwindigkeit über 5 km/h das Öffnen der Einstiegstüren. Bei Drehfalttüren werden dazu die Innen- und Außendrücker elektromechanisch und wagenautark vom Türschloss getrennt, zusätzlich liegt dauerhafter pneumatischer Schließdruck an. Modernere Schwenkschiebetüren deaktivieren dafür lediglich den Türblatttaster, sodass die Tür nicht geöffnet werden kann. Das dazu nötige Geschwindigkeitssignal wird durch die Gleitschutzeinrichtung des Wagens oder durch einen Pintsch-Bamag-Geber am Radsatz bereitgestellt.

## Abfertigungsverfahren

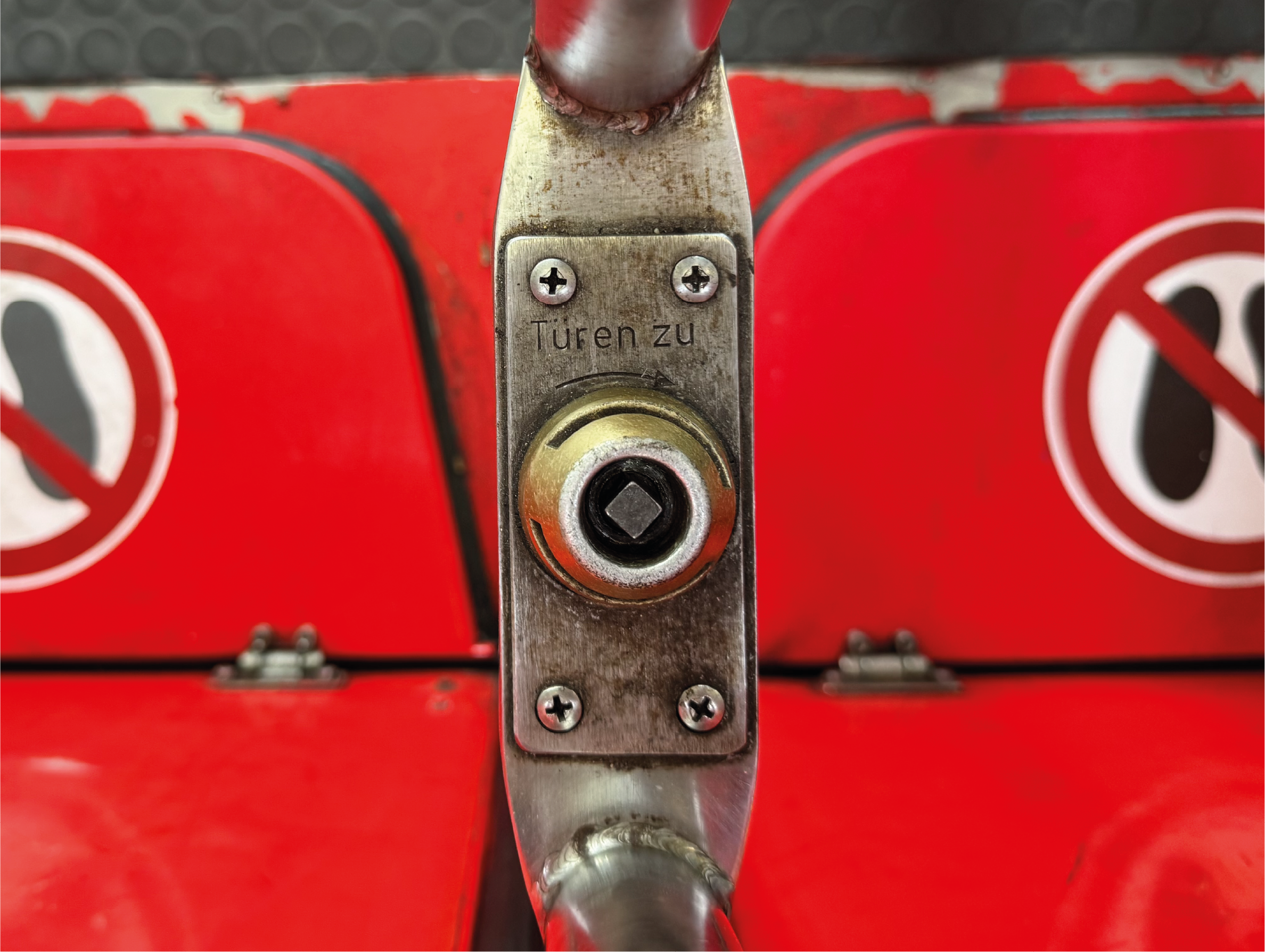
Tastschalter eines n-Wagens für das Fernschließen der Türen

Reisezugwagen, die seit 1972 gebaut wurden, müssen verpflichtend mit einer Einrichtung zum Fernschließen der Einstiegstüren ausgestattet sein.
Durch die Betätigung des entsprechenden Tastschalters mittels des UIC-Vierkantschlüssels wird über die Adern 9 (+) und 12 (-) des UIC-Kabels ein 24-Volt-Türschließimpuls auf alle Wagen übertragen. Der Tastschalter ist so angeordnet, dass er auch vom Bahnsteig aus betätigt werden kann. Die betroffene Tür selbst kann offen bleiben, bis sie händisch geschlossen wird, das variiert jedoch fahrzeugspezifisch.
Problematisch war hierbei, dass der Türschließimpuls nur so lange anhielt, wie der Zugführer den Tastschalter betätigte. Daher entwich bei betätigtem Tastschalter bereits nach 6 Sekunden der anstehende Schließdruck und die Türen konnten wieder geöffnet werden, weshalb der Zugführer in enger Abstimmung mit dem Triebfahrzeugführer abfertigen musste. Dies führte jedoch vor allem bei jedem Halt (demnach auch auf der freien Strecke) oder Unterschreiten der 5 km/h dazu, dass die Türen geöffnet werden konnten, weshalb dann ein dauerhaftes Betätigen des Tastschalters notwendig war.

### Türblockierung ab 0 km/h (TB 0)
Das Verfahren TB 0 (Türblockierung ab 0 km/h) ist ein auf der autarken Türblockierung aufbauendes System, welches die Schließlücke zwischen Stillstand des Zuges und 5 km/h überbrücken sollte, da Fahrgäste wiederholt bei Anfahrt des Zuges oder noch vor Stillstand die Türen öffneten.
Dazu wurden Triebfahrzeuge und Steuerwagen mit einer Einrichtung ausgerüstet, die einen Türschließimpuls auf der Ader 9 des UIC-Kabels in ein Dauersignal umwandelt. Dadurch bleiben die Türen während der gesamten Fahrt unter Schließdruck, bis sie erneut freigegeben werden.
Zum Schließen und Freigeben der Türen unter 5 km/h befindet sich im Führerraum ein Kippschalter, der zwei tastbare Stellungen „Tz“ („Türen zu“) und „To“ („Türen offen“) sowie eine rastende Stellung „To“ (Deaktivierung von TB 0) aufweist. Der Triebfahrzeugführer wird bei Unterschreiten von 33 km/h durch ein akustisches Signal an die Türfreigabe erinnert, da es einige Sekunden dauert, bis der Schließdruck der Türen abgesunken ist.
Wird eine Türfreigabe erteilt, erlischt das Dauersignal auf Ader 9 und alle Türen im Wagenzug können auf beiden Seiten geöffnet werden. Eine seitenselektive Türfreigabe ist in TB 0 nicht möglich. Um die Türen vor der Abfahrt zu schließen, betätigt der Zugführer, der für dieses Verfahren notwendig ist, den Tastschalter, wodurch der Türschließimpuls an alle Türen im Wagenzug gesendet und durch das Triebfahrzeug in ein Dauersignal umgewandelt wird. Im Führerraum ertönt ggf. ein akustisches Signal oder eine Sprachausgabe, ein verlässlicher Indikator für das Geschlossensein aller Türen wird jedoch nicht signalisiert. Die Abfahrbereitschaft wird dann vom Zugbegleitpersonal durch Sichtkontrolle festgestellt und dem Triebfahrzeugführer durch den Abfahrauftrag gemeldet.

### Seitenselektive Türsteuerung Fernverkehr (SSTF)
Die Seitenselektive Türsteuerung Fernverkehr ist eine abgewandelte Version von TB 0, die dem Triebfahrzeugführer die Wahl der Ausstiegsseite ermöglicht. Es kommt hauptsächlich im Fernverkehr bei einstöckigen Intercity-Reisezugwagen zum Einsatz.

### Selbstabfertigung Triebfahrzeugführer (SAT)
Die beiden Verfahren SAT (Selbstabfertigung Triebfahrzeugführer) und TAV (Technikbasiertes Abfertigungsverfahren) sind ähnlich aufgebaut. Beide Systeme übertragen die Befehle durch die im Triebfahrzeug oder Steuerwagen vorhandene Baugruppe Frequenzmultiplexe Zugsteuerung (FMZ) auf die UIC-Adern 10/11 (siehe Zeitmultiplex-Verfahren). Damit war es bereits vor der Einführung des 18-poligen UIC-Kabels möglich, mit dem vorhandenen 13-poligen UIC-Kabel eine seitenselektive Türfreigabe zu realisieren.

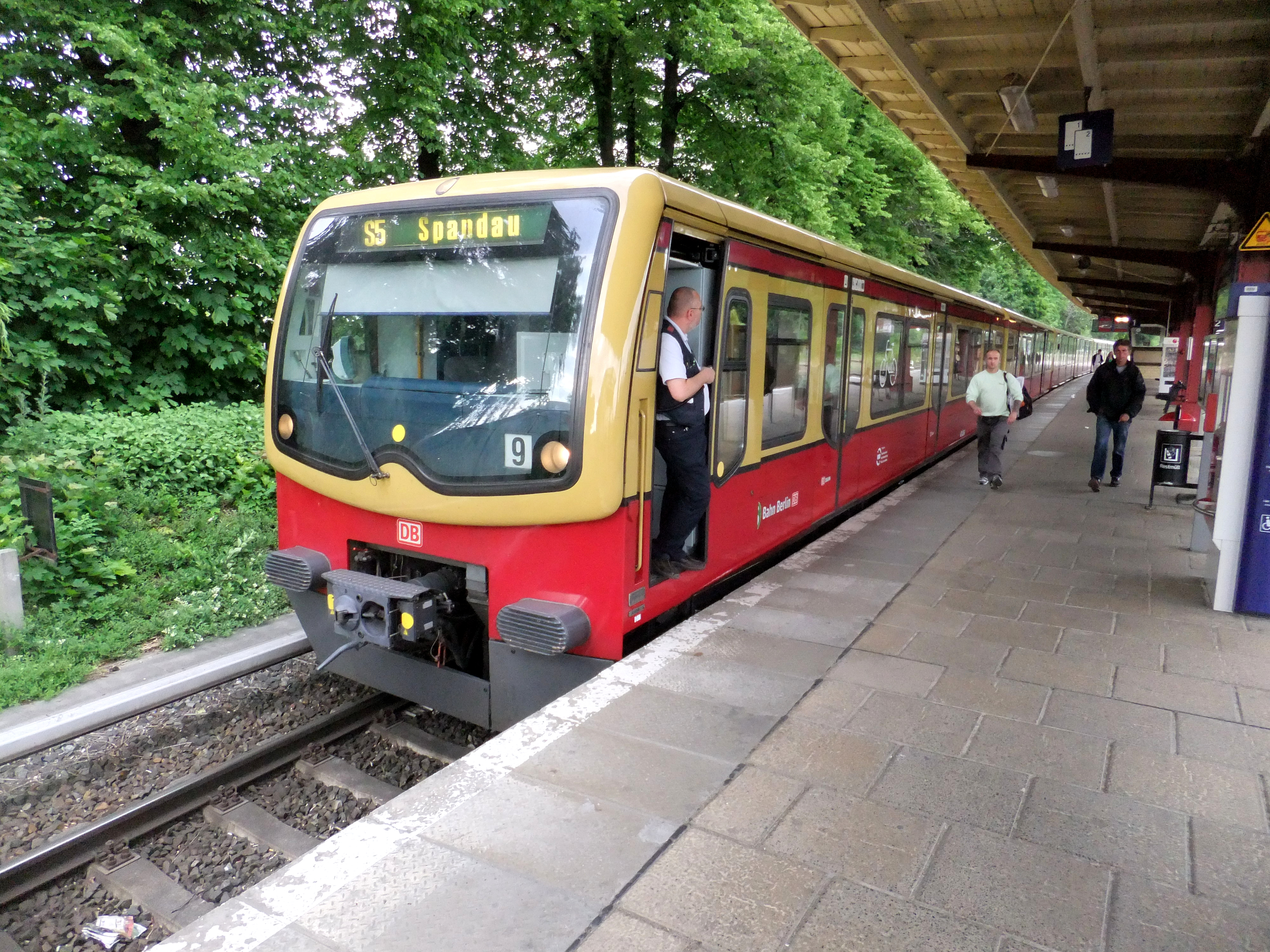
Beim Verfahren SAT muss der Triebfahrzeugführer das Schließen der Türen mittels Sichtkontrolle überwachen (hier im Bahnhof Berlin-Kaulsdorf).

Im Verfahren SAT wird vor dem planmäßigen Halt mit dem Wahlschalter „Türfreigabe“ eine Ausstiegsseite vorgewählt, auch, damit das Fahrgastinformationssystem ggf. eine Ansage einleiten kann. Je nach Fahrzeug zeigen ein oder zwei gelbe Leuchtmelder im Führerraum den Zustand der Türen an: Türen offen (blinkend), Türen geschlossen (aus).
Zum Schließen der Türen werden diese nun zentral vom Triebfahrzeugführer durch Betätigen des Wahlschalters „Türfreigabe“ in Stellung „0“ oder des Kipptasters „Türen“ in Stellung „Tz“ geschlossen. Das Verfahren SAT sendet ähnlich wie TB 0 einen zentralen Schließbefehl an jedes Türsteuergerät im Wagenzug. Ein dezentrales Schließen, dazu zählt auch die Möglichkeit des Reversierens einer Tür bei Blockade einer Lichtschranke, wurde in SAT nicht vorgesehen, weshalb der Triebfahrzeugführer beim Schließvorgang dauerhaft alle Türen einsehen muss.
Er darf dazu durch einen Zugbegleiter unterstützt werden. Vor der Abfahrt muss dieser zunächst die eigene Türe durch Betätigung des Vierkantschalters freischalten. Nach dem Achtungspfiff des Zugbegleiters schließt der Triebfahrzeugführer die Türen und beide beobachten das ordnungsgemäße Schließen der Türen. Der Zugbegleiter meldet dies dem Triebfahrzeugführer, indem er die orangefarbene Zugbegleiter-Meldescheibe, bei Dunkelheit ein weißes Licht, hochhält. Danach steigt er ein und schließt seine eigene Tür. Falls noch nicht geschehen, stellt der Triebfahrzeugführer nach der Anfahrt den Wahlschalter „Türfreigabe“ wieder auf „0“.

### Technikbasiertes Abfertigungsverfahren (TAV)
Das TAV ist das modernste Türschließverfahren, das vor allem bei S-Bahn- und Nahverkehrsfahrzeugen eingesetzt wird. Hierbei überwacht die Türsteuerung – zusätzlich zur SAT – selbstständig das korrekte Schließen der Türen, so dass die Abfahrbereitschaft rein technisch (d. h. ohne Sichtprüfung) festgestellt wird. In den Türen eingeklemmte Personen oder Gegenstände müssen jedoch mit ausreichend hoher Sicherheit erkannt werden, weshalb die Zulassung des TAV für Züge der Baureihe 423 vom EBA vorübergehend wieder zurückgenommen wurde.
Im TAV befinden sich die Türen üblicherweise im Automatikbetrieb, d. h. nach dem Öffnen schließen sie nach einer bestimmten Zeit selbsttätig und -überwacht wieder. Die Abfahrbereitschaft wird dann durch Rücknahme der Türfreigabe herbeigestellt. Zusätzlich hat der Triebfahrzeugführer bei einigen Baureihen zwei weitere Taster: Zwangsschließen und Zwangsöffnen. Bei Betätigung der Zwangsschließungstaste ertönt ein Warnton und die Türen schließen sofort. Als Sicherheitseinrichtung dient jetzt nur noch die Kontaktgummilippe (auch Klemmschutz genannt) an den Stößen der Türen. Der Befehl Zwangsöffnen hebt als zusätzliche Sicherheit den Befehl Zwangsschließen auf und öffnet die Türen wieder, wird aber auch bei stark frequentierten Halten direkt, nachdem der Zug zum Halt gekommen ist, zur Verkürzung der Fahrgastwechselzeiten benutzt.

### UIC
Mit der Einführung des 18-poligen UIC-Kabels gemäß UIC Merkblatt 558 wurde die Voraussetzung geschaffen, über die zusätzlichen Adern 14/15 eine seitenselektive Türfreigabe und über die Ader 16 eine Überwachung der Türblockierung und des Zugschlusses, die sogenannte Grünschleifen-Überwachung, zu realisieren. Der zentrale Türschließbefehl wird weiterhin über die Ader 9 gegeben. Die Steuerbefehle Freigabe und Schließen werden als Impulse mit fester Dauer übertragen. Die Grünschleife hingegen arbeitet nach dem Ruhestromprinzip, d. h. nur wenn alle Türen geschlossen sind und der Zugschluss leuchtet, ist die Schleife geschlossen.
Der Türschließbefehl kann je nach Vorgaben des jeweiligen Eisenbahnverkehrsunternehmens entweder vom Triebfahrzeugführer oder vom Zugbegleiter über Schlüssel an einer Wagentür gegeben werden.

### ÖBB TB S

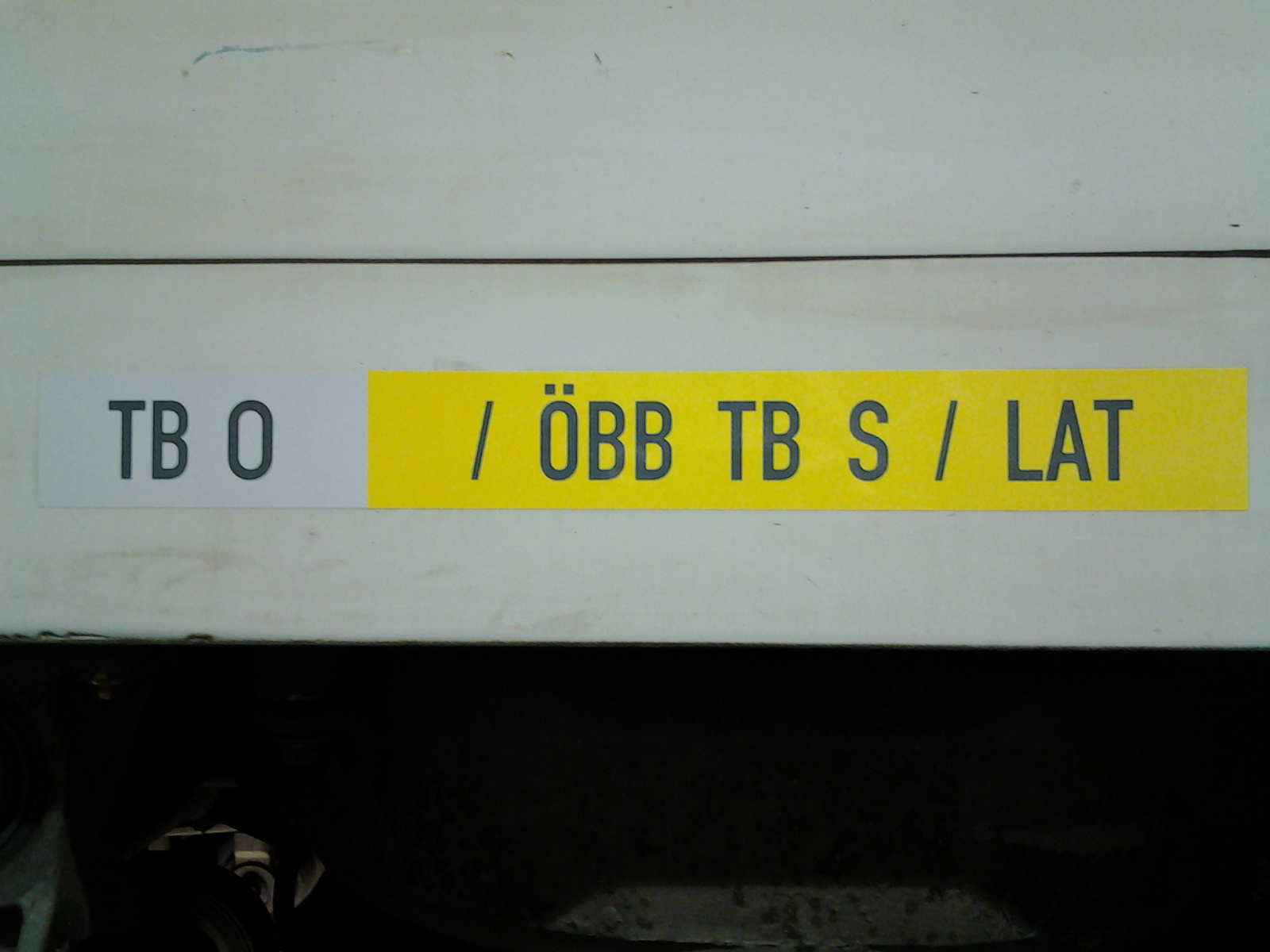
Türsteuerungsartenanschrift an einem Reisezugwagen, der für einen grenzüberschreitenden Verkehr nach Österreich zugelassen ist

Reisezüge der ÖBB – sowohl Reisezugwagen als auch, in abgewandelter Form, Wagen der Railjets – sind mit der Einrichtung zum Fernschließen der Türen sowie mit einer erweiterten Türblockierung, der TB S (= Türblockierung Seitenselektiv) ausgerüstet. Dieses Türsteuerungssystem wurde erstmals 1961 bei den für die Wiener Schnellbahn gebauten Triebwagen der Reihe 4030 angewandt und auch bei der Reihe 4020 weiterverwendet. Als Bedienelement befindet sich am Führerstand ein Türsteuerschalter mit den Stellungen „Rechts auf“, „Links auf“, „Zu“ und „Beide auf“. Diese erste Version der TB S beinhaltete noch keine Anfahrsperre bei unterbrochener Grünschleife, auch war bei gestörten Türen die Grünschleife immer unterbrochen. Um die Züge der Vorortelinie ohne Zugbegleiter führen zu können, wurde das System um eine Anfahrsperre erweitert und im Laufe der Jahre alle 4020er dahingehend umgebaut. Zur Abfertigung mit Zugbegleiter gab es anstelle des Schaffnerschalters einen mit speziellen Stift zu bedienenden Türsignalschalter, mit dem das Schließen der entsprechenden Türe verhindert wird und Signale an den Triebfahrzeugführer gegeben werden können. Auch die Nahverkehrstriebwagen 5047/5147 erhielten ebenso wie der ÖBB 4023/4024/4124, ÖBB 5022 und ÖBB 4744/4746/4748 die TB S mit Anfahrsperre, aber mit einem konventionellen Schaffnerschalter.
Bei lokbespannten Zügen kam TB S erst mit Einführung der Wendezüge und entsprechender Ausrüstung der Lokomotiven zum Einsatz. Damit Züge in TB S fahren können, müssen alle Reisezugwagen und die Lokomotive damit ausgerüstet sein. TB S-fähige Lokomotiven sind die ÖBB-Reihen 1012, 1014, 1x16, 1142, 1144, 1293 sowie ÖBB 2016. Das System nutzt wie das UIC-Verfahren die Adern 14 bis 16 des UIC-Kabels, jedoch mit einer abweichenden Ausführung:
- Ader 14: Befehl Türen rechts blockieren vom führenden Fahrzeug an alle Wagen
- Ader 15: Befehl Türen links blockieren vom führenden Fahrzeug an alle Wagen

Im Gegensatz zum System UIC werden die Türen somit nicht über einen Impuls freigegeben, sondern durch ein Dauersignal blockiert. Erst durch Beendigung des Dauersignals können die Türen wieder freigegeben werden. Die Bedienung der Türblockiereinrichtung erfolgt durch den Triebfahrzeugführer mit dem Türwahlschalter.
Die TB S prüft, neben dem Geschlossensein der Ein- und Ausstiegstüren, ob
- das Schlusssignal nur am letzten Fahrzeug im Zug eingeschaltet ist;
- die letzte Stirnwandtür am letzten Wagen verschlossen ist;
- sich das UIC-Kabel am letzten Wagen in der Blinddose befindet.

Ist einer dieser Punkte nicht gegeben, wird dem Lokführer auf dem Führerstand keine Grünschleife signalisiert und somit eine Traktionssperre ausgelöst. Umgesetzt wird diese Grünschleife über die UIC-Adern 16 und 12, welche nach dem Ruhestromprinzip arbeitet, d. h., die beiden Adern werden vom führenden Fahrzeug mit einer Spannung versorgt und die Schleife ist nur geschlossen, wenn die oben genannten Bedingungen erfüllt sind. Dann erhält das führende Fahrzeug die Rückmeldung „Türen geschlossen“.
Eine weitere Besonderheit ist die Wendebahnhofssteuerung: Bei damit ausgerüsteten Triebwagen und Reisezugwagen wird das letzte Signal des Triebfahrzeuges nach einigen Sekunden für eine gewisse Zeit oder dauerhaft gespeichert. Dadurch bleiben die blockierten Türen auch bei deaktivieren des Führerstandes geschlossen.

## Funktion der Türsteuerung

### Freigeben
Der Befehl zur Türenfreigabe wird normalerweise vom Fahrer bzw. Lokführer zentral für alle Türen des Fahrzeugs oder Zugs gegeben. Ist bei einem Zweirichtungsfahrzeug eine seitenselektive Türsteuerung vorhanden, können die Türen für die linke oder rechte Fahrzeugseite getrennt freigegeben werden. Teilweise können die Türen auch bereichsselektiv freigegeben werden, wenn dies aus betrieblichen Gründen, z. B. zu kurze Bahnsteige, erforderlich ist.
Bei handgeöffneten Türen müssen die Fahrgäste dann die Türen öffnen; bei einfachen automatischen Türen ohne Anforderungstaster öffnen sich sämtliche Türen. Bei Automatiktüren mit Anforderungstaster werden nur diese Taster als freigegeben markiert, üblicherweise wird dazu im Taster ein grüner LED-Kranz beleuchtet.

### Öffnen
Das Öffnen von Anforderungstüren erfolgt nach Betätigen des Anforderungstasters durch den Fahrgast automatisch. Türen von Fahrzeugen älterer Bauart werden meist über einen Türgriff mit oder ohne pneumatische Öffnungshilfe geöffnet.

### Schließen
In jedem Fall schließen sich die Türen nach Erteilen des Schließbefehls durch den Fahrer bzw. Lokführer (Zwangsschließung). Je nach Zugtyp versuchen Anforderungstüren teilweise auch, sich nach einer bestimmten Zeit nach dem Drücken des Tasters automatisch wieder zu schließen. Bei vielen modernen Schienenfahrzeugen ist das Schließen von einem akustischen Warnsignal (meist eine Reihe hoher Pieptöne), oft auch von einem optischen Warnsignal (blinkendes Licht über der Tür) begleitet. Das Warnsignal beim Zwangsschließen ist auch bei den meisten Schienenfahrzeugen vorhanden, bei denen das automatische Schließen ohne Warnsignal erfolgt. Bei einer Zwangsschließung wird die Tür normalerweise direkt blockiert und der Anforderungstaster deaktiviert.

### Blockieren
Beim Blockieren wird die Tür nicht nur geschlossen, sondern z. B. durch Druck auf den Pneumatikkolben druckluftbetriebener Türen gegen ein Aufdrücken von Hand gesichert. Bei älteren Schienenfahrzeugen erfolgt diese Blockierung erst, wenn eine bestimmte Fahrgeschwindigkeit (in Deutschland 5 km/h, daher die Bezeichnung TB5) erreicht wird.
Moderne Fahrzeuge blockieren die Türen bei einer Zwangsschließung automatisch bis zur Wiederfreigabe (meist an der nächsten Zugangsstelle); das Fahrzeug kann nicht losfahren, wenn die Türen nicht blockiert sind.

### Reisendensicherung
Bei älteren Fahrzeugen muss das Fahrzeugpersonal bei der Abfertigung das Schließen der Türen beobachten und ggf. abbrechen, wenn ein Fahrgast eingeklemmt zu werden droht.
Moderne Fahrzeuge verfügen über verschiedene eingebaute Sicherungen. Dazu zählen
- Lichtschranken oder Lichtvorhänge in der Tür
- Druckplatten im Fahrzeugboden im Türbereich (vor allem bei Türen mit ausklappbaren Trittstufen)
- Druckwellenschalter in den Dichtungsgummis der Türflügel.

Erkennt der Türrechner über diese Sensoren ein Hindernis im Schließbereich, wird der Schließvorgang abgebrochen und die Tür reversiert. Es ist häufig möglich, durch eine Art verschärfte Zwangsschließung trotz Hindernismeldungen der Sensoren eine Tür (langsam) zu schließen. Eine Besonderheit stellt hierbei die ÖBB TB S dar, die bei Erteilung eines Schließbefehls (normales Zwangschließen) die Lichtschranken deaktiviert.
Die fehlerfreie Funktion dieser Systeme muss in Deutschland in regelmäßigen Abständen überprüft werden. Bei dieser sogenannten Schließkraftmessung werden die Türen mit Messkeulen am Schließen gehindert. Die auftretenden Kräfte müssen gemessen und dokumentiert werden.

### Umgehen der Türsteuerung

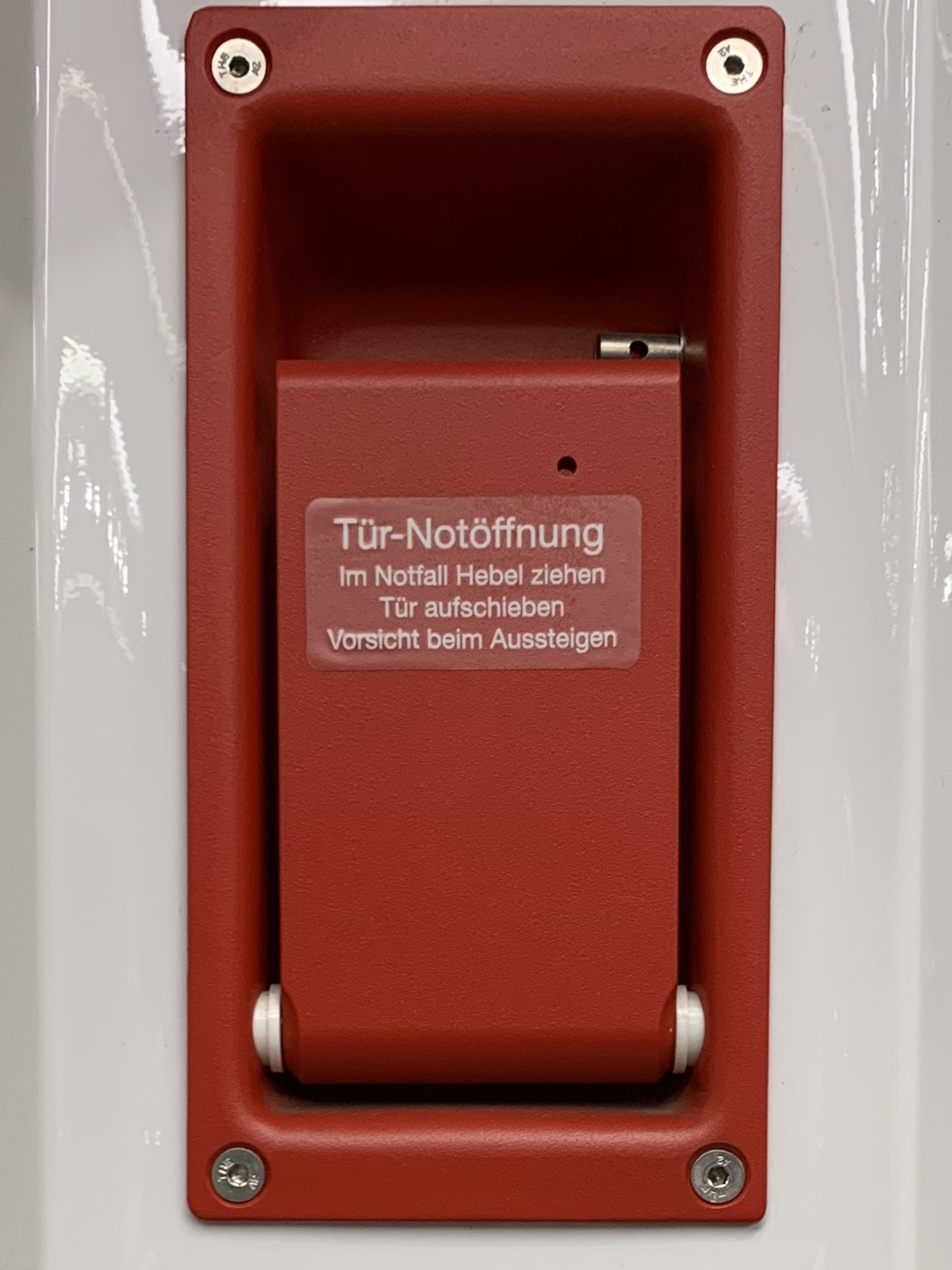
Hebel zur Notentriegelung im Fahrgastraum eines Triebwagens der Baureihe TW 3000.

Für den Fall, dass die elektronische Türsteuerung aus irgendeinem Grund versagt, sind immer mechanische Mittel zu ihrer Umgehung vorgesehen. Normalerweise muss man hierzu einen Nothahn öffnen, eine Nottaste drücken oder einen Notentriegelungshebel ziehen und anschließend ein Notventil betätigen. Dies entlüftet die Pneumatik oder setzt den Antrieb anderweitig außer Funktion, worauf die Tür von Hand auf- oder zugedrückt werden kann. Die Notentriegelung der Türen kann bei einigen Fahrzeugen nur dann betätigt werden, wenn die Sicherheit der Fahrgäste sichergestellt ist (z. B. unterhalb einer bestimmten Geschwindigkeit), bzw. durch z. B. eine Notbremsüberbrückung blockiert werden.